# Éric Abidal
Éric Abidal (Lyon, 1979. szeptember 11. –) francia válogatott labdarúgó.

## Pályafutása
Abidal szülei Martinique szigetéről származnak.

## Kezdeti évek
1999-ben kezdte a pályafutását egy lyoni amatőrcsapatban, a francia ötödosztályban szereplő AS Lyon-Duchéreben. Nem kellett sokáig várni a felfedezésére, 2000 nyarán leigazolta őt az AS Monaco, majd 2000. szeptember 16-án, a Toulouse FC ellen sor került a debütálására is a profik között. Nem sikerült állandó helyet kiharcolnia magának a kezdőcsapatban, két szezon alatt összesen 22 mérkőzésen szerepelt a bajnokságban.
Ezután a Lille-hez igazolt. Csak úgy, mint a hercegségben, itt is két szezont töltött el, de itt alapembernek számított már, 62-szer húzhatta magára a Lille mezét. Kiváló teljesítményével felhívta magára a bajnok Lyon figyelmét is, akik 5 millió eurót fizettek érte 2004-ben. Így Abidal visszakerülhetett abba a városba, ahol elkezdte a pályafutását, de immár nem az ötödosztályú kiscsapatba, hanem az ország elsőszámú klubjába.

## Lyon
Ekkor már a liga legjobb balhátvédjei között tartották számon, ennek köszönthetően bekerült a francia labdarúgó-válogatott keretébe is, ahol 2004. augusztus 18-án, Bosznia-Hercegovina ellen pályára is lépett. Részt vett a 2006-os Világbajnokságon is, ahol drámai körülmények között, büntetőpárbajban veszítette el a döntőt a francia válogatott az olasszal szemben.

## Barcelona
A Lyonnal 3 év alatt 3-szor nyerte meg a bajnokságot, így újabb kihívás után nézett, és mivel a FC Barcelona is szerette volna őt megszerezni, így a Lyonnak nem sok választási lehetősége volt, megvált tőle 2007. június 30-án, 15 millió euróért cserében. A Barcában együtt játszhatott többek között a példaképével, Lilian Thurammal, és egy másik válogatottbeli társával, Thierry Henryval is. 2009-ben, amikor a Barcelona mindent bezsebelt, amit csak lehetett, éppen a BL-fináléban nem játszhatott, mert kiállították a Chelsea FC elleni elődöntőben (Nicolas Anelka ellen szabálytalankodott). A válogatottban Patrice Evra miatt egy sorral beljebb húzódott.

## Betegsége
A következő évtől háttérbe szorult számára a sport, mert a májrákja ellen küzdött, a műtétek után szervátültetésen is átesett.
„Azért harcolok, mert ezt kell tennem, ilyen a mentalitásom. Egyszerűen nem adhatom fel!" – vallott azokról a napokról. Felépülése után visszatért a labdarúgáshoz, 2013-ban a Monacóba igazolt, majd egy pár hónapot játszott még az Olimpiakószban is.

## Klubcsapatokban
- 1999–2000 – AS Lyon-Duchére
- 2000–2002 – AS Monaco FC
- 2002–2004 – Lille OSC
- 2004–2007 – Olympique Lyonnais
- 2007–2013 – FC Barcelona
- 2013–2014 – AS Monaco FC
- 2014 – Olimbiakósz

## Sikerei, díjai

### Lyon
- Ligue 1: 2004–2005, 2005–2006, 2006–2007
- Trophée des Champions: 2005, 2006, 2007
- Coupe de la Ligue: Ezüstérmes: 2006–07

### Barcelona
- La Liga: 2008–2009, 2009–2010, 2010–2011, 2012–2013
- Copa del Rey: 2008–09, 2011–2012, ezüst:2010–2011
- Supercopa de España: 2009, 2011–2012, ezüst: 2010–2011
- UEFA-bajnokok ligája: 2008–2009, 2010–2011
- UEFA-szuperkupa: 2009: 2011
- FIFA-klubvilágbajnokság: 2011

### Válogatottban
- Labdarúgó-világbajnokság
  - Ezüstérmes-2006

## Statisztika
| Klub             | Szezon           | League | League | Kupa  | Kupa | Europa | Europa | Összesen | Összesen |
| Klub             | Szezon           | Mérk.  | Gól    | Mérk. | Gól  | Mérk.  | Gól    | Mérk.    | Gól      |
| ---------------- | ---------------- | ------ | ------ | ----- | ---- | ------ | ------ | -------- | -------- |
| Monaco B         | 2000–01          | 8      | 0      | -     | -    | -      | -      | 8        | 0        |
| Monaco B         | Összesen         | 8      | 0      | 0     | 0    | 0      | 0      | 8        | 0        |
| Monaco           | 2000–01          | 8      | 0      | -     | -    | 1      | 0      | 9        | 0        |
| Monaco           | 2001–02          | 14     | 0      | 3     | 0    | -      | -      | 17       | 0        |
| Monaco           | Összesen'        | 22     | 0      | 3     | 0    | 1      | 0      | 26       | 0        |
| Lille            | 2002–03          | 27     | 0      | 3     | 0    | -      | -      | 30       | 0        |
| Lille            | 2003–04          | 35     | 0      | 3     | 1    | -      | -      | 38       | 1        |
| Lille            | Összesen         | 62     | 0      | 6     | 1    | 0      | 0      | 68       | 1        |
| Lyon             | 2004–05          | 29     | 0      | 5     | 1    | 7      | 0      | 41       | 1        |
| Lyon             | 2005–06          | 14     | 0      | 2     | 0    | 6      | 0      | 22       | 0        |
| Lyon             | 2006–07          | 33     | 0      | 4     | 1    | 7      | 0      | 44       | 1        |
| Lyon             | Összesen         | 76     | 0      | 11    | 2    | 20     | 0      | 107      | 2        |
| Barcelona        | 2007–08          | 30     | 0      | 6     | 0    | 10     | 0      | 46       | 0        |
| Barcelona        | 2008–09          | 25     | 0      | 2     | 0    | 5      | 0      | 32       | 0        |
| Barcelona        | 2009–10          | 17     | 0      | 4     | 0    | 10     | 0      | 31       | 0        |
| Barcelona        | 2010–11          | 26     | 0      | 7     | 1    | 8      | 0      | 41       | 1        |
| Barcelona        | 2011–12          | 22     | 0      | 7     | 1    | 9      | 0      | 38       | 1        |
| Barcelona        | 2012–13          | 5      | 0      | 0     | 0    | 0      | 0      | 5        | 0        |
| Barcelona        | Összesen         | 125    | 0      | 26    | 2    | 42     | 0      | 193      | 2        |
| Monaco           | 2013–14          | 26     | 0      | 3     | 0    | 0      | 0      | 29       | 0        |
| Monaco           | Összesen         | 26     | 0      | 3     | 0    | 0      | 0      | 29       | 0        |
| Olympiacos       | 2014–15          | 9      | 0      | 0     | 0    | 6      | 0      | 15       | 0        |
| Olympiacos       | Összesen         | 9      | 0      | 0     | 0    | 6      | 0      | 15       | 0        |
| Karrier Összesen | Karrier Összesen | 328    | 0      | 49    | 5    | 69     | 0      | 446      | 5        |